# Beicha
Beicha ist ein Dorf, das zur Ortschaft Mochau der Großen Kreisstadt Döbeln im sächsischen Landkreis Mittelsachsen gehört.

## Geographie
Das als Bauernweiler errichtete Dorf liegt im Nordosten des Döbelner Stadtgebiet an der Grenze der Landkreise Mittelsachsen und Meißen auf rund 209 m. Durch Beicha verläuft das Dreißiger Wasser. Dreißig liegt südlich, Meila und Schweimnitz nordwestlich. Eine Straße führt auch zur östlich gelegenen Nelkanitz.

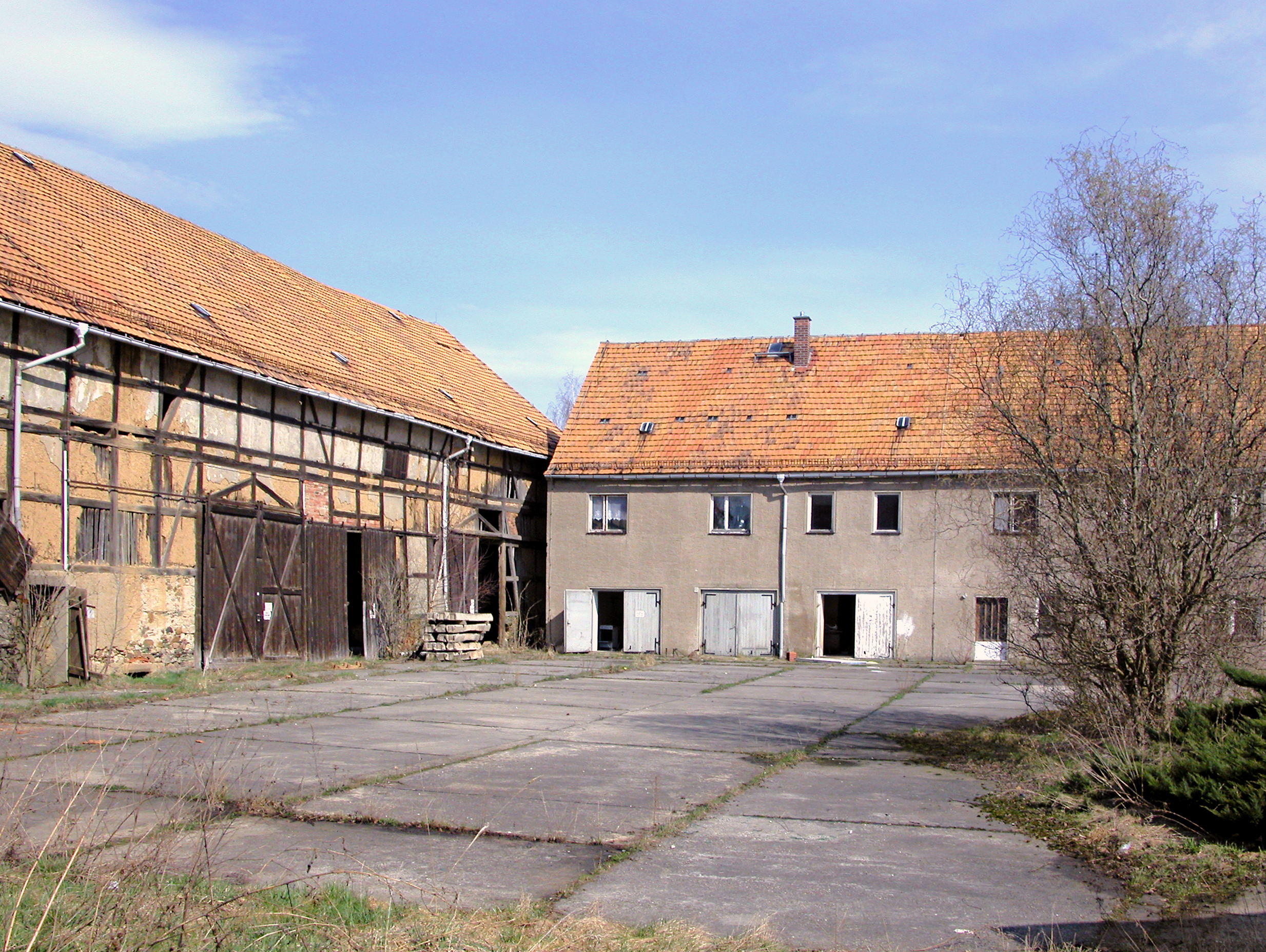
Vierseithof in Beicha

## Geschichte
Die ersten Erwähnungen Beicha sind auf die Jahre 1185 und 1208, wobei für beide Jahre die Zuweisung unsicher ist. Der erste sichere Beleg für Beicha stammt aus dem Jahr 1328 (Henricus de Pichow). Spätere Nennungen sind Fredericus de Pychowe (1335), Bichow (1347), Pichow, Fridricus de Pichowe (1350), Pichaw (1465), Peichaw (1552) und später Beicha. Beicha war im Laufe der Zeit verschiedenen Rittergütern zugehörig: 1552 ist eine Zugehörigkeit zum Rittergut Hof, 1696 zum Rittergut Graupzig und 1764 eine zum Rittergut Gödelitz bekannt. Der Ort gehörte entsprechend zum Erbamt Meißen und dem Gerichtsamt Lommatzsch sowie der Amtshauptmannschaft Meißen. In der zum Landkreis umbenannten Amtshauptmannschaft verblieb der Ort bis 1952; wurde aber zum 4. Dezember dieses Jahres zum Kreis Döbeln umgeordnet, in dem es bis 2008 verblieb. Seither gehört Beicha zum Landkreis Mittelsachsen. Beicha gehört zur Kirchgemeinde Beicha-Mochau. Der Gutshof Beicha ist heute renovierungsbedürftig.
Zum Dorf Beicha gehört seit jeher das Rittergut Gödelitz. Nach Beicha wurden 1935 die bereits oben genannten Orte Meila, Melkanitz und Schweimnitz eingemeindet. 1996 erfolgte der Zusammenschluss Beichas mit Lüttewitz und Mochau zur neuen Gemeinde Mochau, die seit 2016 zu Döbeln gehört. Heute ist Beicha ein offizieller Teil der Ortschaft Mochau in der Großen Kreisstadt Döbeln.
| Jahr          | 1552                          | 1764                                   | 1834 | 1871 | 1890 | 1910 | 1925 | 1939 | 1946 | 1950 | 1964 | 1990 |
| ------------- | ----------------------------- | -------------------------------------- | ---- | ---- | ---- | ---- | ---- | ---- | ---- | ---- | ---- | ---- |
| Einwohnerzahl | 9 besessene Mann, 20 Inwohner | 8 besessene Mann, 1 Gärtner, 5 Häusler | 133  | 156  | 185  | 170  | 183  | 498  | 778  | 762  | 516  | 394  |

1925 lebten im Ort 179 Lutheraner und vier Katholiken.

## Belege
1. ↑  Mochau: Gutshof Beicha | Sachsens Schlösser. 10. November 2012, abgerufen am 31. Dezember 2023.
2. ↑  Beicha – HOV | ISGV. Abgerufen am 31. Dezember 2023.
3. ↑  Große Kreisstadt Döbeln: Hauptsatzung der Großen Kreisstadt Döbeln. 13. Dezember 2019, abgerufen am 31. Dezember 2023.